# Kent Mitchell
Kent Mitchell   (Albany, 29 de març de 1939) és un remer estatunidenc, ja retirat, que va competir durant les dècades de 1950 i 1960.
El 1960 va prendre part en els Jocs Olímpics d'Estiu de Roma, on guanyà la medalla de bronze en la prova del dos amb timoner del programa de rem. Formà equip amb Conn Findlay i Richard Draeger. Quatre anys més tard, als Jocs de Tòquio, guanyà la medalla d'or en la mateixa prova. Formà equip amb Edward Ferry i Conn Findlay. En el seu palmarès també destaquen els campionats nacionals de 1961 i 1962.
Estudià a la Universitat Stanford i a la Universitat de Califòrnia a Berkeley, on es llicencià en dret el 1964. Forma part del Stanford University Hall of Fame i el National Rowing Hall of Fame.